# Martin Absalon
Martin Absalon (ur. 7 stycznia 1986 w Tartu) – estoński wioślarz.

## Osiągnięcia
- Mistrzostwa Świata Juniorów – Banyoles 2004 – dwójka ze sternikiem – 5. miejsce[1].
- Mistrzostwa Świata U-23 – Amsterdam 2005 – ósemka – 7. miejsce[1].
- Mistrzostwa Świata U-23 – Hazewinkel 2006 – ósemka – 7. miejsce[1].
- Mistrzostwa Świata U-23 – Glasgow 2007 – ósemka – 1. miejsce[1].
- Mistrzostwa Świata – Monachium 2007 – ósemka – 16. miejsce[1].
- Mistrzostwa Europy – Brześć 2009 – ósemka – 4. miejsce[1].